# 马丁·鲁钦斯基
马丁·鲁钦斯基（捷克語：Martin Ručinský，1971年3月11日—），捷克男子冰球运动员。他曾代表捷克国家队参加1998年、2002年和2006年冬季奥林匹克运动会冰球比赛，获得一枚金牌和一枚铜牌。